# Eremella africana
Eremella africana är en kvalsterart som först beskrevs av Balogh 1966.  Eremella africana ingår i släktet Eremella och familjen Eremellidae. Inga underarter finns listade i Catalogue of Life.